# ستبرخروس نوک‌سیاه
ستبرخروس نوک‌سیاه، ستبرخروس شرقی، ستبرخروس سیبری، ستبرخروس خالدار یا (در روسی) ستبرخروس سنگی (نام علمی: Tetrao urogalloides)، یک گونه سیاه‌خروس بزرگ است که نزدیک به ستبرخروس اوراسیایی گسترده‌تر است. این یک گونه کم‌تحرک است که در جنگل‌های تایگای کاج اروپایی در شرق سیبری و همچنین بخش‌هایی از شمال مغولستان و چین زادآوری می‌کند. در غربی‌ترین پراکنش، ستبرخروس نوک‌سیاه به دورگه‌زایی با سنبرخروس غربی شناخته شده است. در مقایسه با پسرعموی غربی خود، ستبرخروس سیبری همچنین با زیستگاه باز سازگارتر است، زیرا جنگل‌های کاج اروپایی که در آن زندگی می‌کنند، معمولاً تراکم کمتری نسبت به سایر جوامع تایگا دارند؛ بنابراین، آنها تمایل دارند که از جنگل‌های مخروطی انبوه پرهیز کنند.